# Autoportrait aux gants
Pour les articles homonymes, voir Autoportrait (homonymie).
L'Autoportrait aux gants (ou Autoportrait à vingt-six ans) est une huile sur panneau (52 × 41 cm) d'Albrecht Dürer, datée de  1498 et conservée au musée du Prado à Madrid. Elle est signée  et porte l'inscription :  « Das malt ich nach meiner gestalt / Ich war sechs und zwenzig Jor alt / Albrecht Dürer » (« J'ai peint ce tableau selon mon aspect quand j'avais vingt-six ans. Albrecht Dürer »).

## Histoire
Cette œuvre est le deuxième des trois autoportraits peints par Dürer, entre celui de 1493 et celui de 1500.
La ville de Nuremberg l'offrit à Charles Ier d'Angleterre en 1636, puis Philippe IV d'Espagne en fit l'acquisition. Le tableau se trouve au Prado depuis 1827.

## Description
Pour Marcel Brion, ce tableau marque une étape dans la vie de Dürer, qui semble regarder à la fois son passé et son avenir.
L'artiste a choisi un format de trois-quarts face, à mi-hauteur du corps, afin d'attirer l'attention sur son visage et sur ses mains. Il se représente sous les traits d'un gentilhomme vêtu de couleurs claires et de riches habits, montrant des gants d'agneau teints en gris, et ces éléments concourent à illustrer un statut social élevé. De simple dessinateur, il est devenu un artiste renommé, y compris en Italie.
Dürer s'est placé à proximité d'une fenêtre qui ouvre sur un paysage extérieur, comme dans le Portrait de jeune homme de Dirk Bouts (1462) conservé à la National Gallery de Londres. Ce type de composition fut ensuite largement repris par les peintres flamands et italiens. Le tableau réalise ici une synthèse entre la disposition à la manière flamande et l'impression de monumentalité, à l'italienne, que crée le contraste des lignes verticales et horizontales de la fenêtre. La position du corps, avec l'angle du coude au premier plan, répète la forme en L de la fenêtre.

## Galerie

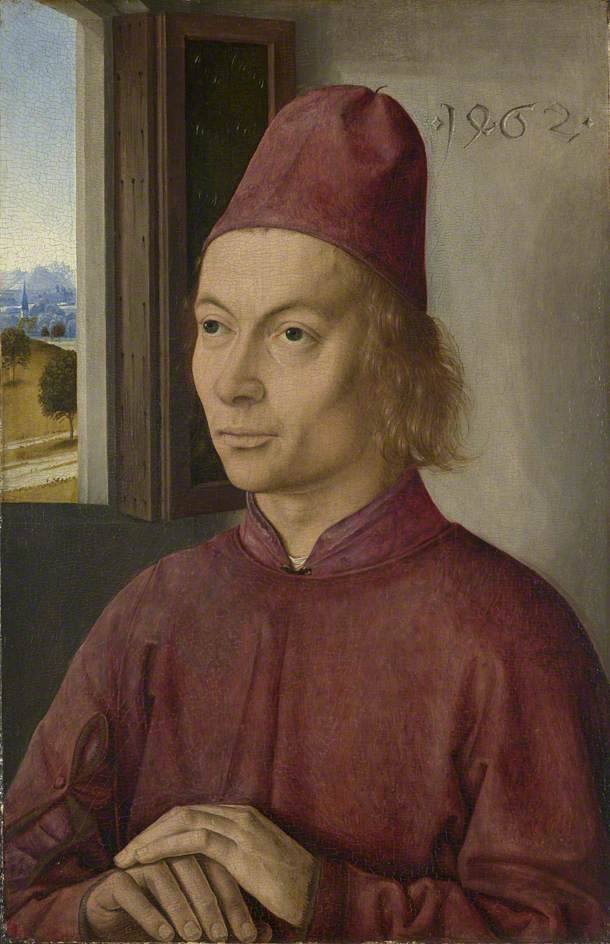
Dirk Bouts, Portrait de jeune homme (Jan van Winckele?) (1462), National Gallery.
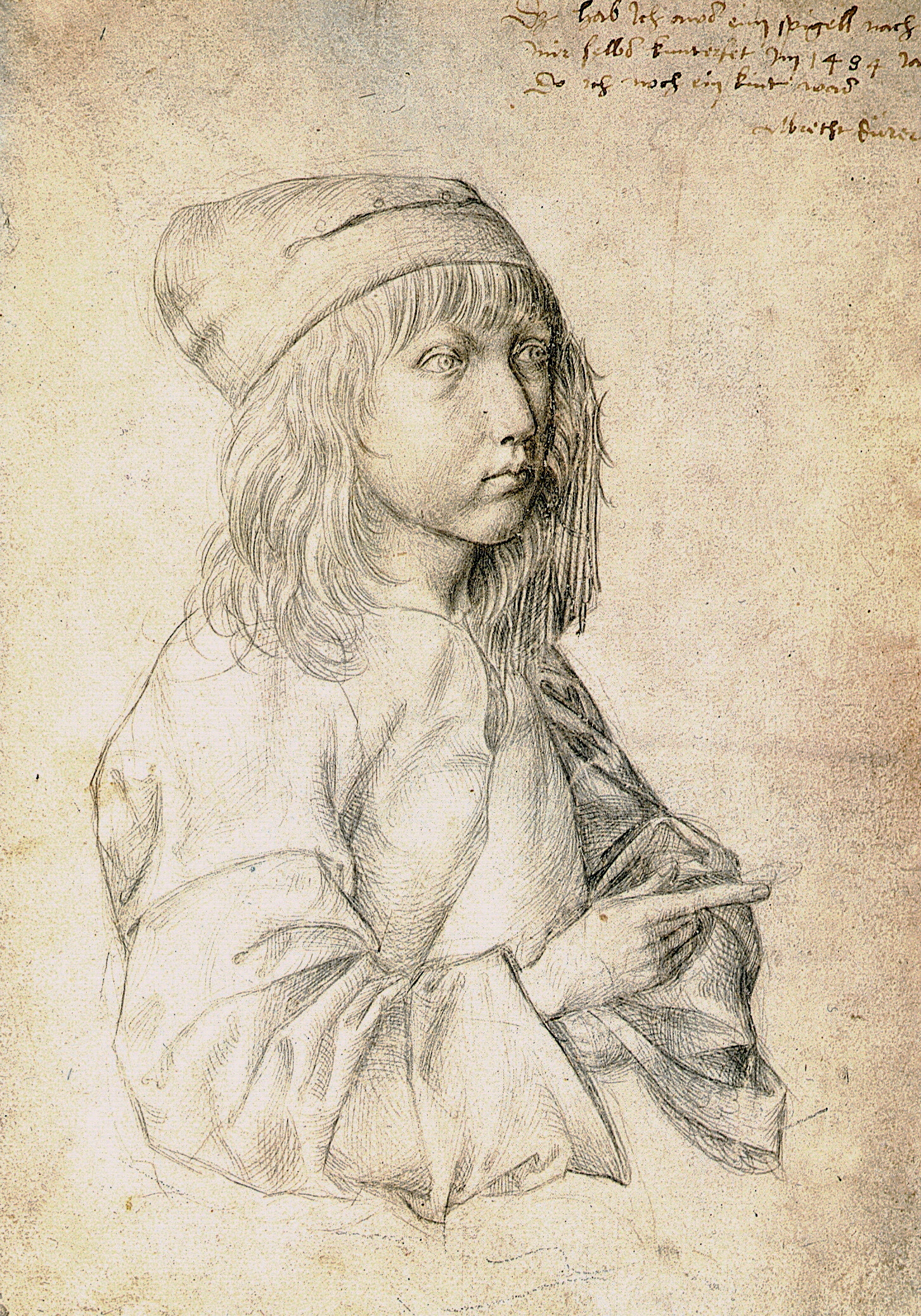
Albrecht Dürer, Autoportrait à l'âge de treize ans (1484).
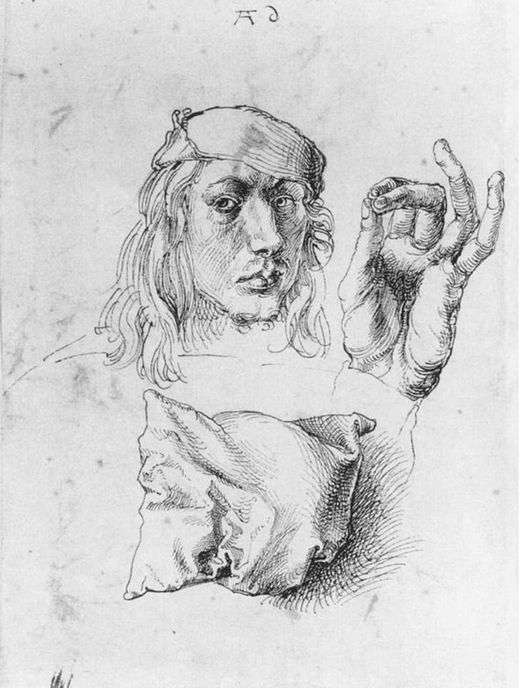
Albrecht Dürer, Autoportrait à l'oreiller (1491-1492).
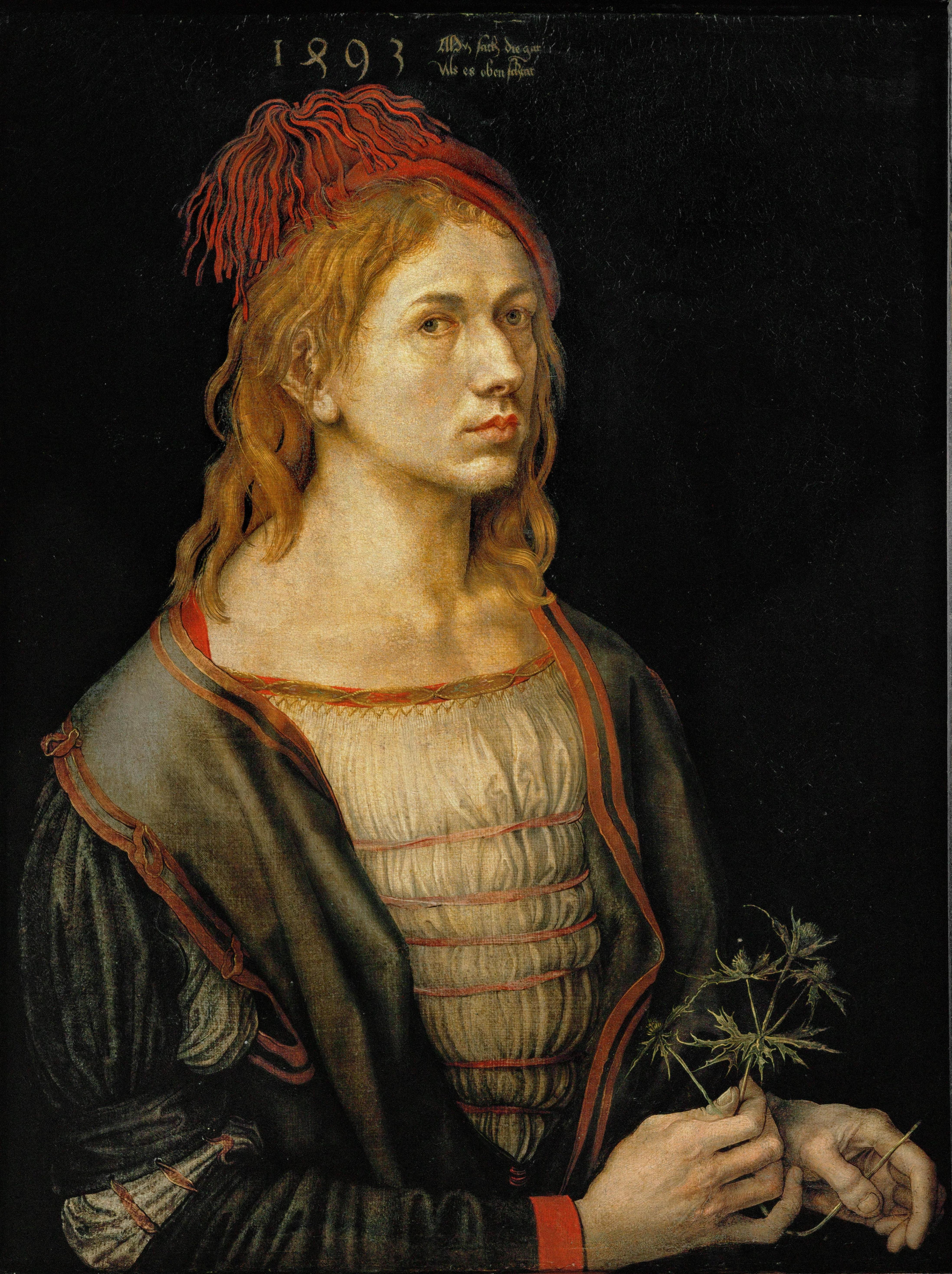
Albrecht Dürer, Autoportrait au chardon (1493).
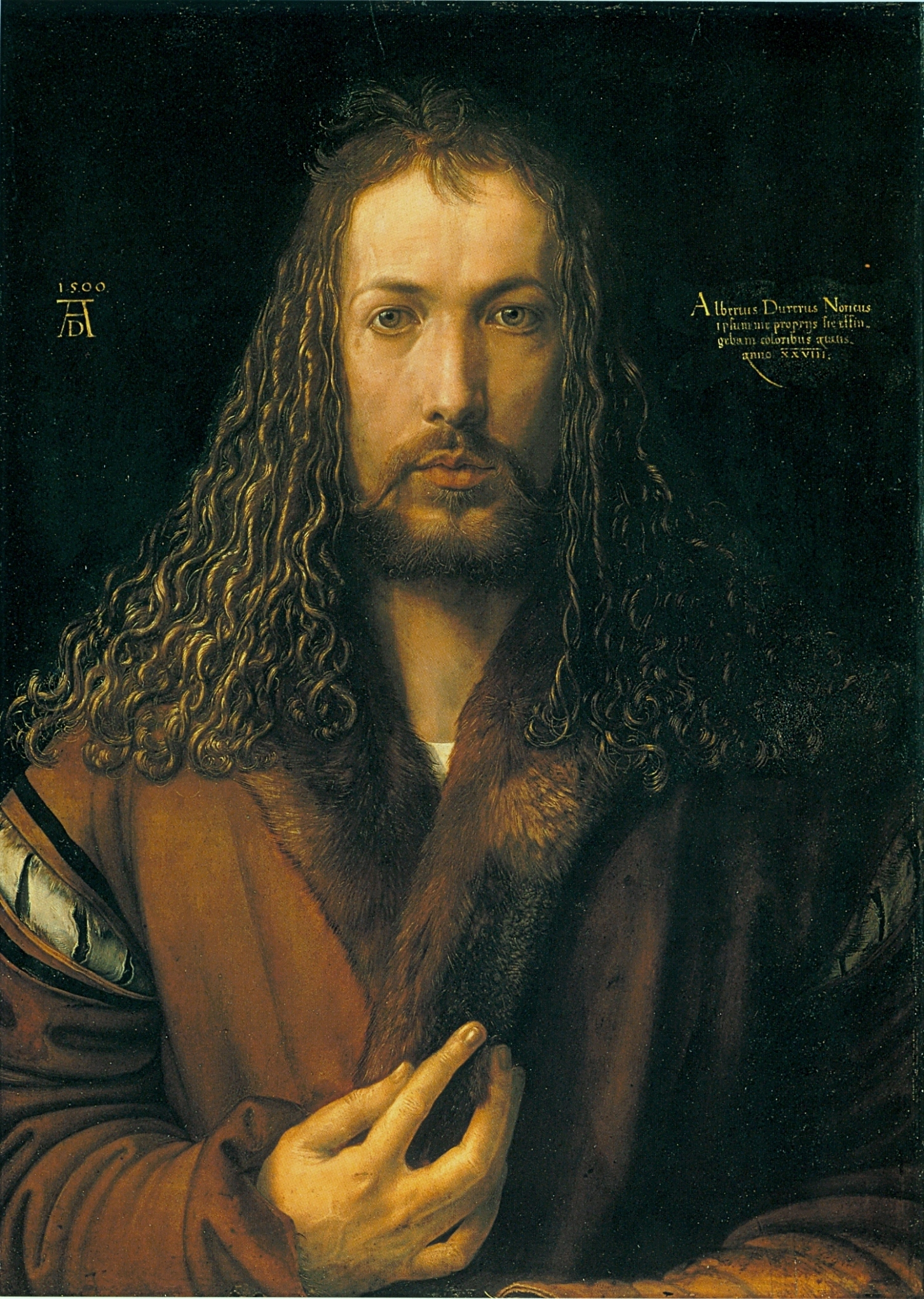
Albrecht Dürer, Autoportrait à la fourrure (1500).